# Corneliskondre
Corneliskondre, también escrito Cornelius Kondre, Cornelis-kondre o Corneles Kondre es una población indígena de Surinam ubicada en el ressort Boven Coppename dentro del distrito de Sipaliwini, en la zona central norte del país, a una elevación de a 12 metros sobre el nivel de mar y cuenta con 140 habitantes.
La población se encuentra a orillas del río Wayombo donde se han reportado casos de ataque de pirañas a personas.